# Hölter Feld
Koordinaten: 52° 6′ 30″ N, 7° 45′ 26″ O
Das Naturschutzgebiet Hölter Feld liegt auf dem Gebiet der Gemeinde Ladbergen im Kreis Steinfurt in Nordrhein-Westfalen.
Das aus 12 Teilflächen bestehende Gebiet erstreckt sich südlich des Kernortes Ladbergen. Nördlich verläuft die B 475, westlich fließt der Dortmund-Ems-Kanal und verläuft die A 1. Die Landesstraße L 811 durchschneidet das Naturschutzgebiet im östlichen Bereich, südlich verläuft die L 830. 

## Bedeutung
Für Ladbergen ist ein 369,2996 ha großes Gebiet unter der Kenn-Nummer ST-022 als Naturschutzgebiet ausgewiesen. 